# Museo Folkwang

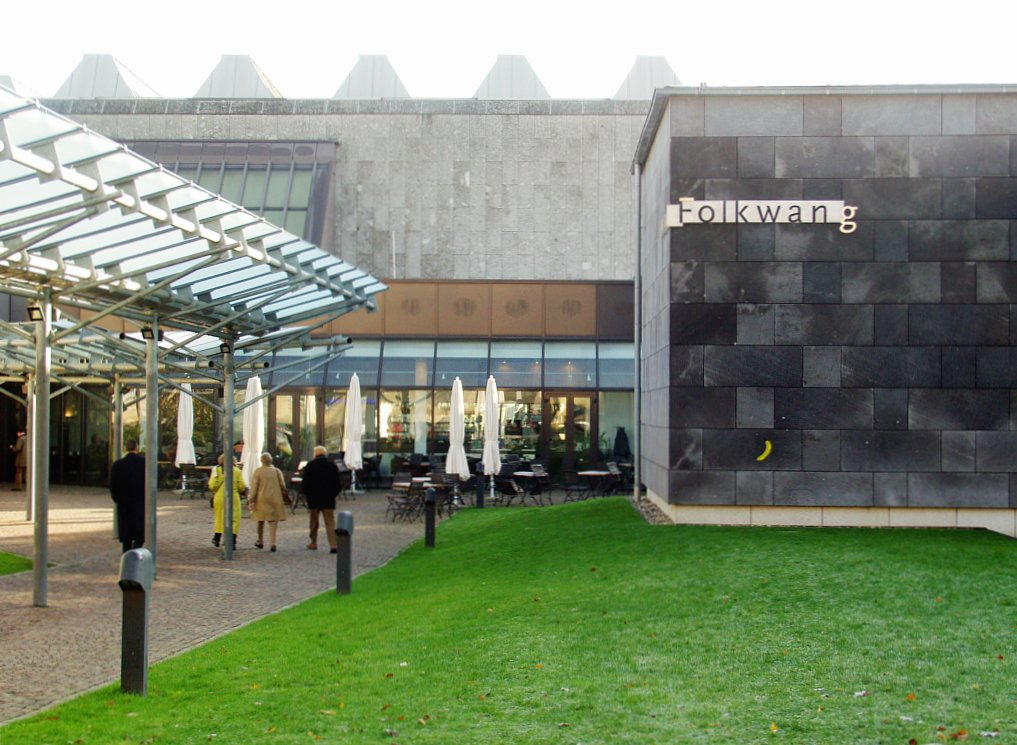
Entrada del Museo Folkwang, en Essen.

El Museo Folkwang es una gran colección de arte del los siglos XIX y XX, ubicado en Essen, Alemania. El museo se estableció en 1922 con la unión del Essener Kunstmuseum (Museo de Bellas Artes de Essen), que fue fundado en 1906, y el privado Folkwang Museum (Museo Folkwang) del coleccionista y mecenas Karl Ernst Osthaus en Hagen, fundado en 1902.
El término Folkwang está tomado de los Edda; Folkvangar significa «sala del pueblo», «sala de la diosa Freya».
El Museo Folkwang abarca el Deutsche Plakat Museum (Museo del Cartel alemán), que con sus cerca de 340.000 pósteres de política, economía y cultura hacen de él uno de los más grandes e importantes de este tipo de todo el mundo.
El museo expone obras de: Eugène Delacroix, Gustave Courbet, Édouard Manet, Camille Pissarro, Claude Monet, Alfred Sisley, Auguste Rodin, Pierre-Auguste Renoir, Paul Cézanne, Vincent Van Gogh, Paul Gauguin, Edvard Munch, Pablo Picasso, Georges Braque, Fernand Léger, Marc Chagall, Giorgio De Chirico, Piet Mondrian, Salvador Dalí, René Magritte, Joan Mirò, Vasily Kandinsky, Paul Klee, Jackson Pollock y Lucio Fontana.
También dispone de una colección fotográfica con obras de Helmar Lerski, Germaine Krull, Otto Steinert y Peter Keetman.

## Obras del museo Folkwang

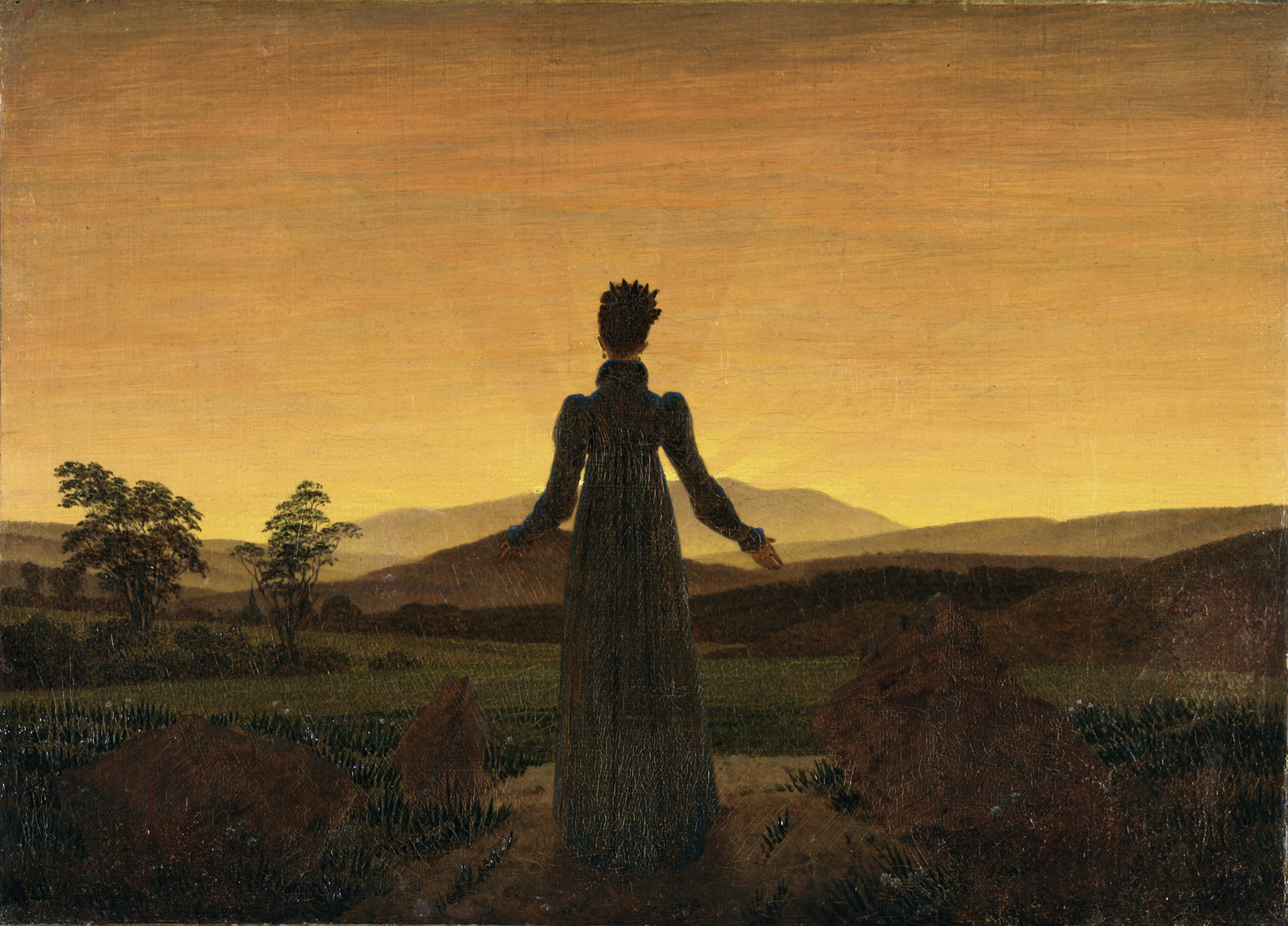
Caspar David Friedrich: Frau vor untergehender Sonne
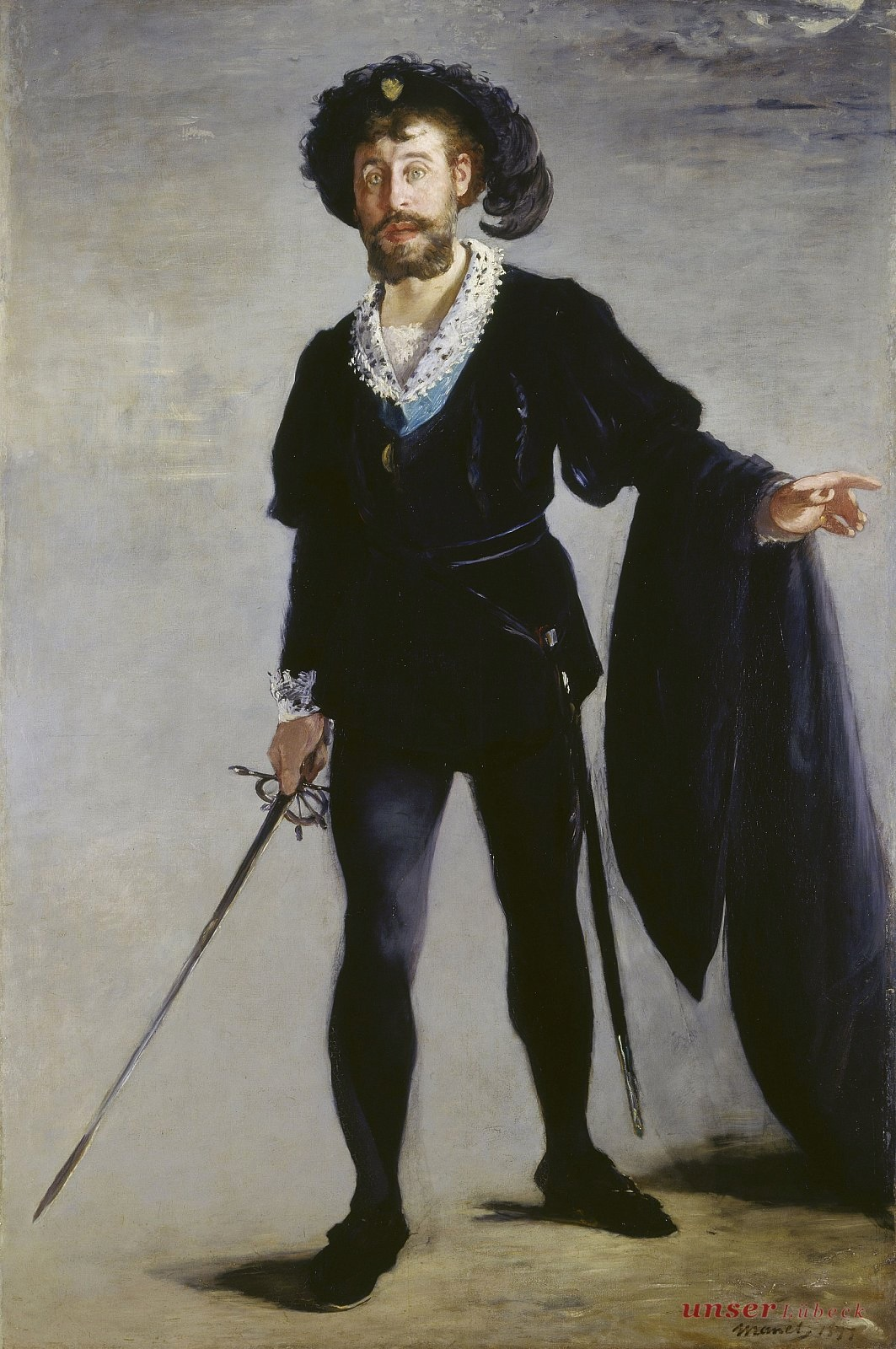
Edouard Manet: Faure als Hamlet
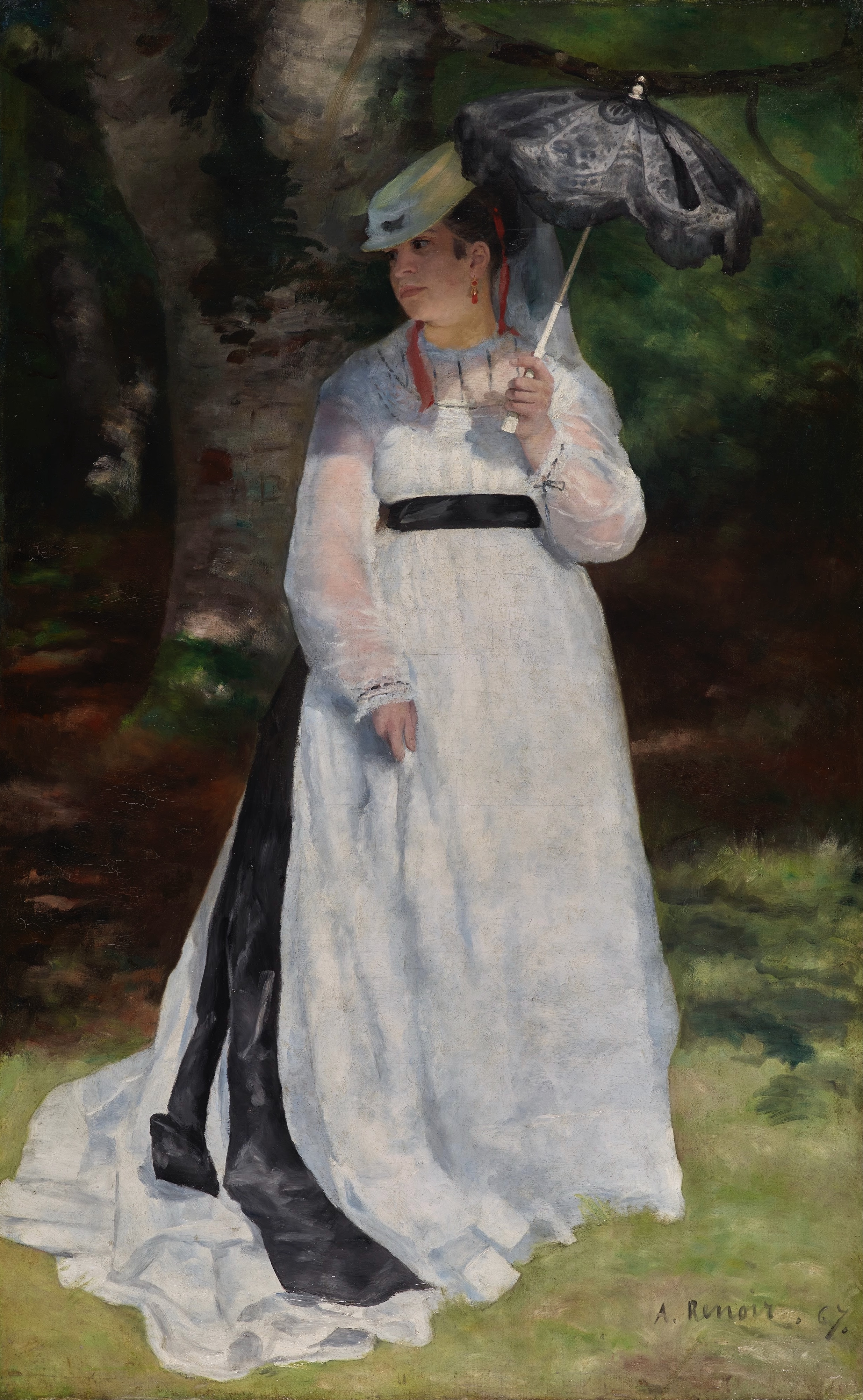
Pierre-Auguste Renoir: Lise mit Schirm
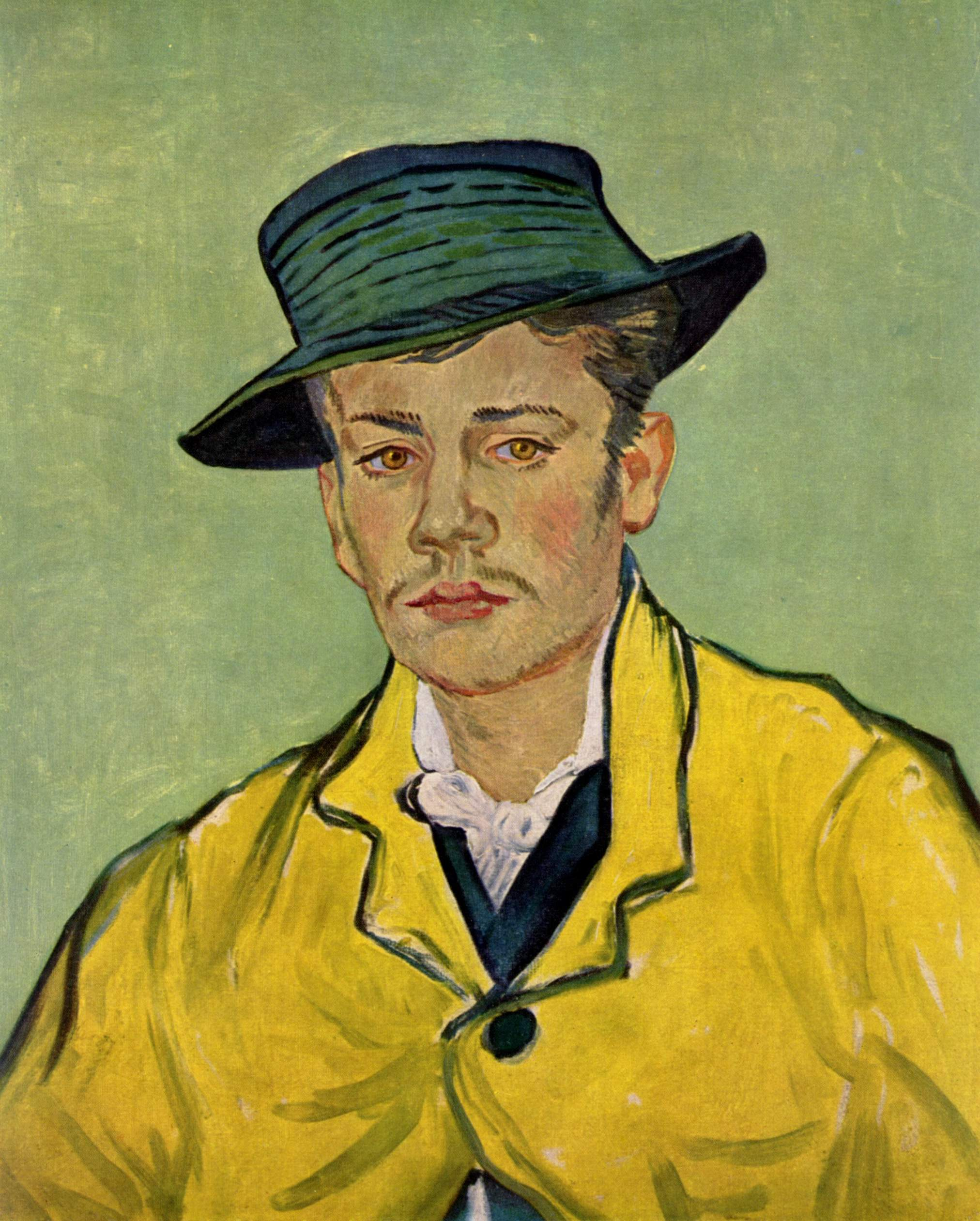
Vincent van Gogh: Porträt des Armand Roulin

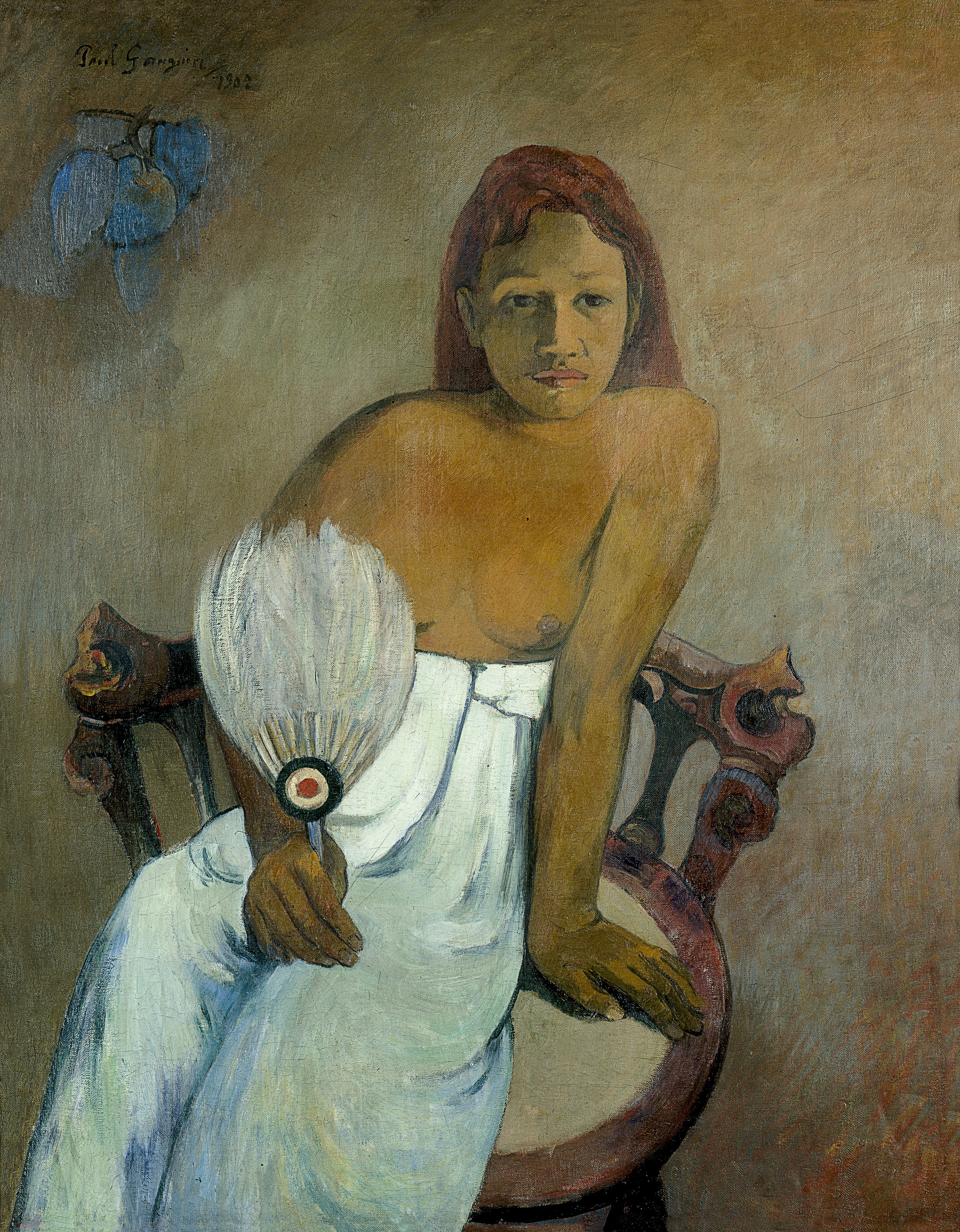
Paul Gauguin: Junges Mädchen mit Fächer
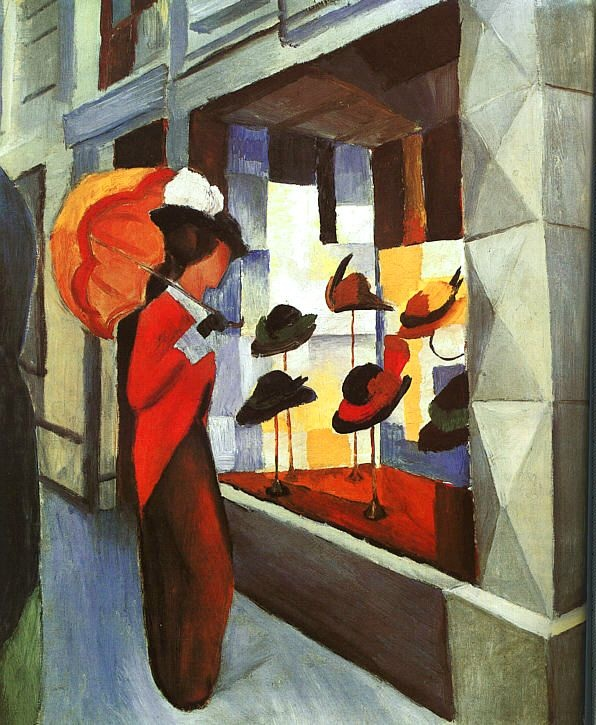
August Macke: Hutladen
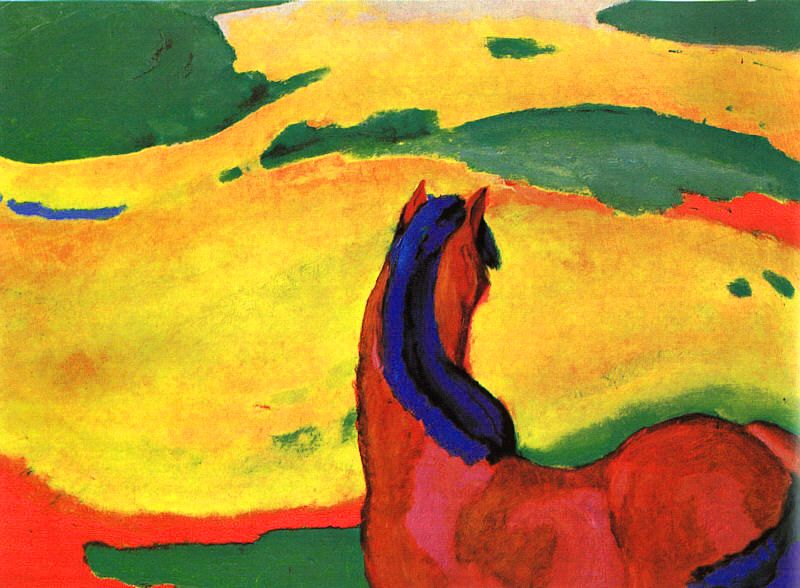
Franz Marc: Pferd in der Landschaft
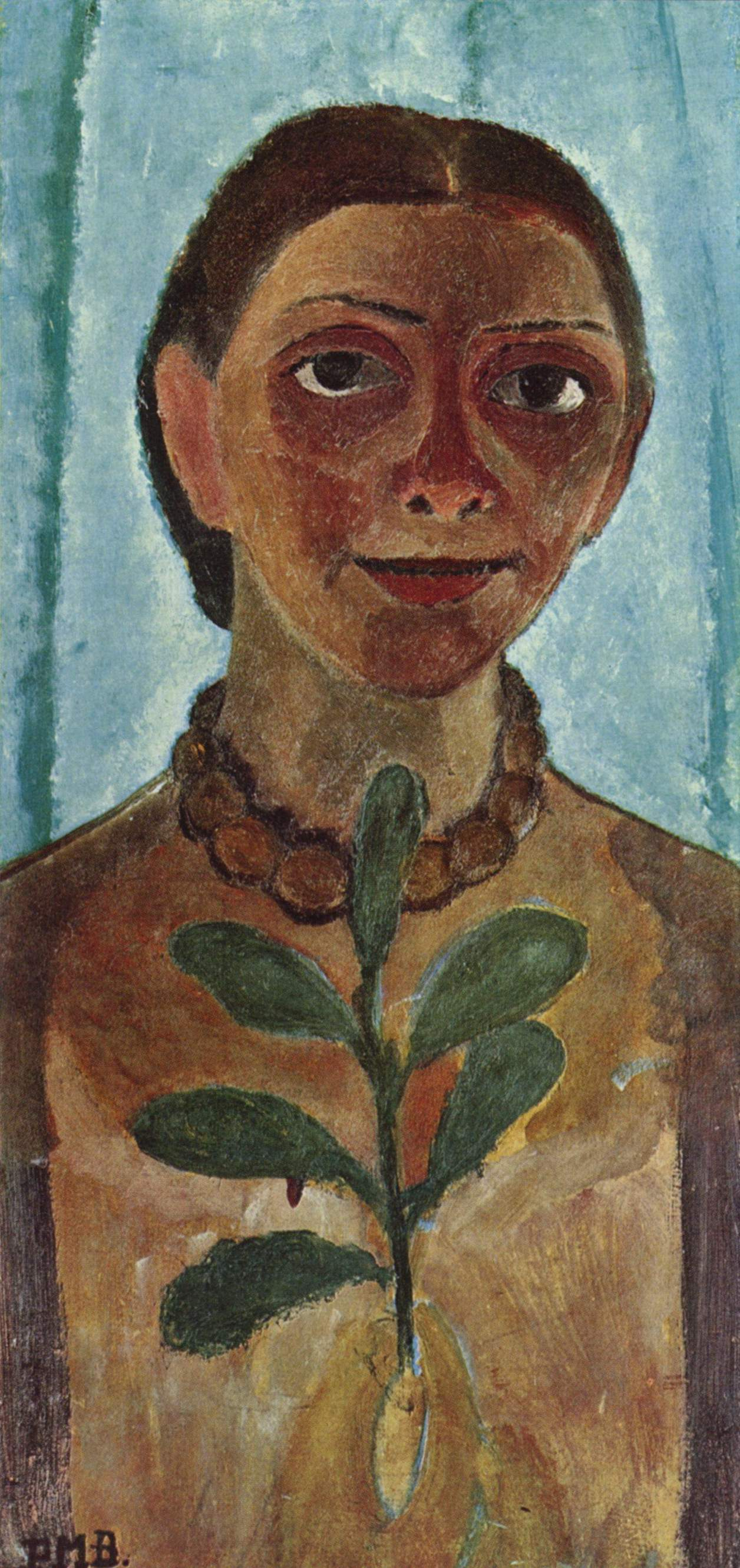
Paula Modersohn-Becker: Die Malerin mit Kamelienzweig